# Chiesa di San Bartolomeo Apostolo (San Dorligo della Valle)
La chiesa di San Bartolomeo Apostolo (in sloveno Sv. Jernej) è la parrocchiale di Caresana (Mačkolje), frazione di San Dorligo della Valle, in provincia e diocesi di Trieste; fa parte del decanato di Opicina.

## Storia
La chiesa venne edificata nel 1652 ed era filiale della parrocchia di San Tommaso di Ospo, paese oggi situato in Slovenia. 
L'edificio fu consacrato l'8 febbraio 1658 dal vescovo di Trieste Antonio Marenzi. 
Caresana divenne parrocchia indipendente nel 1963.

## Fonte
- http://www.diocesi.trieste.it/decanati-e-parrocchie/parrocchie/san-bartolomeo-apostolo-%e2%80%93-sv-jernej-apostol/ Archiviato il 27 giugno 2018 in Internet Archive.